# Diferenças de género na utilização de redes sociais
Diferenças de género na utilização de redes sociais representam a forma como homens e mulheres usam serviços de redes sociais (SNSs) de maneira diferente e com diferentes frequências. Em geral, vários pesquisadores descobriram que as mulheres tendem a usar SNSs mais que os homens e para fins diferentes e mais sociais.
As mulheres têm um comportamento muito mais ativo nas redes sociais, usam-nas mais e são mais participativas do que os homens. Por isso, acredita-se que são elas as que vão definir tendências em diante porque, em termos gerais, adaptaram-se mais e melhor à tecnologia.

## Conexões históricas
As tecnologias, incluindo as tecnologias de comunicação, têm um longo histórico de modelagem e modelagem pelo género de seus usuários. Embora as tecnologias usadas para realizar tarefas domésticas tenham uma aparente conexão histórica com o género em muitas culturas, uma conexão mais pronta aos SNSs pode ser estabelecida com os telefones como uma tecnologia de comunicação disponível facilmente e amplamente disponível em casa. O uso do telefone há muito tempo tem conexões de género, desde a suposição generalizada de que as mulheres simplesmente falam mais que os homens e o emprego de mulheres como operadoras de telefonia. Em particular, as mulheres jovens estão intimamente associadas ao uso extensivo e trivial do telefone para fins puramente sociais.
Da mesma forma, o uso e a influência das mulheres no desenvolvimento de computadores foi banalizado enquanto desenvolvimentos significativos nos computadores foram masculinizados.
Há evidências históricas e contemporâneas de que os temores atuais sobre a segurança on-line de meninas têm antecedentes históricos, como telégrafos e telefones. Além disso, em muitos casos, essas reações históricas resultaram em restrições ao uso da tecnologia por meninas para protegê-las de predadores, molestadores e outros criminosos que ameaçavam sua inocência. Como os medos atuais focados no uso do computador, particularmente os SNSs e outros meios de comunicação, esses medos são mais intensos quando o médium entra em casa. Esses medos têm o potencial de - pelo menos temporariamente - sobrecarregar os usos positivos e fortalecedores dessas tecnologias.

## Diferenças

### Predileção pelo uso
Muitos estudos descobriram que as mulheres são mais propensas a usar SNSs específicos, como Facebook ou MySpace ou SNSs em geral. Em 2015, 73% dos homens e 80% das mulheres online usavam sites de redes sociais. A diferença nas diferenças de género se tornou menos aparente no LinkedIn. Em 2015, cerca de 26% dos homens on-line e 25% das mulheres on-line usavam o site de rede orientado a negócios e funcionários.

### Privacidade
A privacidade tem sido o tópico principal de muitos estudos com usuários de SNS, e muitos desses estudos encontraram diferenças entre usuários de SNS masculinos e femininos, embora alguns estudos tenham encontrado resultados contraditórios aos encontrados em outros estudos.
Alguns pesquisadores descobriram que as mulheres são mais protetoras de suas informações pessoais e mais propensas a ter perfis privados. Outros pesquisadores descobriram que as mulheres são menos propensas a publicar alguns tipos de informações. Acquisti e Gross descobriram que as mulheres em sua amostra eram menos propensas a revelar sua orientação sexual, endereço pessoal ou número de telefone celular. Isso é semelhante à pesquisa da Pew Internet e American Life em crianças usuárias de SNSs, que descobriu que meninos e meninas apresentavam visões diferentes de privacidade e comportamentos, com as meninas se preocupando mais e restringindo informações como cidade, cidade e sobrenome. e número de telefone celular que pode ser usado para localizá-los. Pelo menos um grupo de pesquisadores descobriu que as mulheres têm menos probabilidade de compartilhar informações que "as identificam diretamente - sobrenome, número de telefone celular e endereço ou número de telefone residencial", vinculando essa resistência às preocupações maiores das mulheres com "cyberstalking" "cyberbullying" e problemas de segurança.
Apesar dessas preocupações com a privacidade, os pesquisadores descobriram que as mulheres são mais propensas a manter fotos atualizadas de si mesmas. Além disso, Kolek e Saunders descobriram em sua amostra de usuários de estudantes universitários do Facebook que as mulheres eram mais propensas a não apenas postar uma foto de si mesmas em seu perfil, como também eram mais propensas a ter uma conta visível no Facebook (uma descoberta contraditória em comparação com muitos outros estudos), publicar fotos e publicar álbuns de fotos.

#### Cyberbullying
Pesquisas anteriores realizadas para investigar se existem diferenças de género no cyberbullying descobriram que os meninos cometem mais bullying cibernético, falsificação cibernética e mais violência com base na identidade oculta ou se apresentando como outra pessoa.

## Semelhanças
Embora homens e mulheres usuários de Redes sociais exibam comportamentos e motivações diferentes, eles compartilham algumas semelhanças. Por exemplo, um estudo que examinou a veracidade das informações compartilhadas nos SNSs por estudantes universitários descobriu que homens e mulheres eram mais propensos a "fornecer informações precisas e completas sobre seu aniversário, horário das aulas, nome do parceiro, objetivo ou objetivos políticos".
Os dados coletados em dezembro de 2008 pelo Pew Internet & American Life Project mostraram que os usuários da Rede social em sua amostra estavam igualmente divididos entre homens e mulheres. Como mencionado acima, os dados da pesquisa Pew são mais novos e sem dúvida mais representativos de toda a população adulta dos Estados Unidos que os dados de grande parte da pesquisa descrita anteriormente.